# Стар Трек: Филмът
„Стар Трек: Филмът“ (на английски: Star Trek: The Motion Picture) е американски пълнометражен научнофантастичен филм, действието на който се развива във вселената на Стар Трек.

## Сюжет
Внимание:  Текстът по-долу разкрива сюжета на произведението (или части от него)!
Към Земята се приближава огромен обект, който назовава себе си „Виджър“. Космическият кораб USS Ентърпрайз (NCC-1701) е единствения кораб, който може да настигне навреме странния обект.
Мисията е възложена на адмирал Джеймс Т. Кърк, който взима със себе си и стария си екипаж.
Действието на филма се развива през 2271 г.

## Актьорски състав
- Уилям Шатнър – адмирал Джеймс Т. Кърк
- Ленърд Нимой – командир Спок
- Дефорест Кели – лейтенант-командир, доктор Ленърд Маккой
- Джеймс Доуън – лейтенант-командир, главен инженер Монтгомъри Скот
- Нишел Николс – лейтенант Ухура
- Джордж Такей – лейтенант Хикару Сулу
- Грейс Лий Уитни – Джанис Ренд
- Мейджъл Барет – мед. сестра Кристин Чапел
- Уолтър Кенинг – мичман Павел Чехов
- Пърсис Камбата – лейтенант Айлия
- Стивън Колинс – капитан Уилърд Декър
- Марк Ленърд – клингонски капитан

## За създаването на филма
След огромният успех на сериала Стар Трек: Оригиналният сериал, (на английски: Star Trek: The Original Series) компанията Парамаунт Пикчърс решава да започне работа над игрален филм. Сред стотици предложени сценарии (написани от известни американски фантасти) е одобрен само под работното заглавие „Стар Трек: Планетата на титаните“ (на английски: Star Trek: Planet Of Titans. Но поради нарастващата популярност по онова време на Междузвездни войни, студиото преустановява работа над филма.
В плановете на Парамаунт влизало създаването на собствен телевизионен канал, който да излъчва замисления нов Стар Трек сериал – „Стар Трек: Втора фаза“ (на английски: Phase II). През 1977 г. Парамаунт Пикчърс спират работата над новия сериал, а готовите сценарии решават да използват за създаването на пълнометражен филм.
Във филма са използвани декори и модели, създадени за отменения сериал. Актьорският състав остава непроменен. Ленърд Нимой, изпълняващ ролята на Спок, отказва да се снима в новия сериал, и вместо него героя в сценария е заменен от Xon (актьор – Давид Гатро). След като научава, че вместо сериал ще се снима филм, Нимой се съгласява да участва в него. Така образът на Спок се връща в сценария в последния момент, на актьора Давид Гатро е дадена ролята на командир Бренч.

## Награди
Филмът е номиниран за три награди Оскар през 1980 г. в следните категории:
- „Най-добри декори“;
- „Най-добри визуални ефекти“;
- „Най-добра музика, написана специално за филма“.

Филмът е номиниран и за „Златен глобус“ през 1980 г. в категорията „Най-добра музика, написана специално за филма“.

## Филми от поредицата за „Стар Трек“
Поредицата „Стар Трек“ включва 14 филма:
- „Стар Трек: Филмът“ (1979)
- „Стар Трек II: Гневът на Хан“ (1982)
- „Стар Трек III: В търсене на Спок“ (1984)
- „Стар Трек IV: Пътуване към вкъщи“ (1986)
- „Стар Трек V: Последната граница“ (1989)
- „Стар Трек VI: Неоткритата страна“ (1991)
- „Стар Трек: Космически поколения“ (1994)
- „Стар Трек VIII: Първи контакт“ (1996)
- „Стар Трек: Бунтът“ (1998)
- „Стар Трек: Възмездието“ (2002)
- „Стар Трек“ (2009)
- „Пропадане в мрака“ (2013)
- „Стар Трек: Отвъд“ (2016)
- „Стар Трек: Секция 31“ (2025)